# 代希瑟爾巴赫河

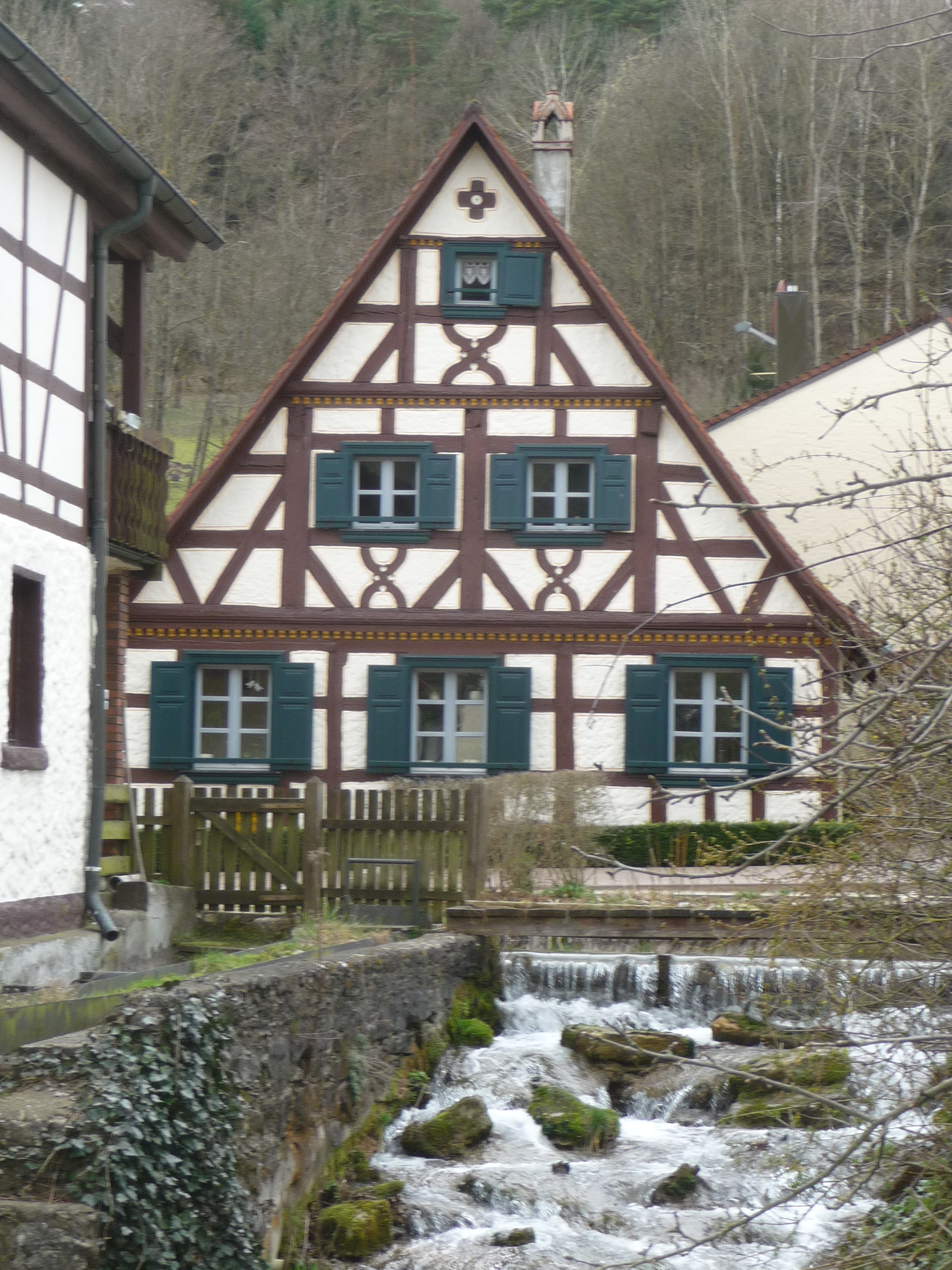

49°47′49.5″N 10°59′54″E / 49.797083°N 10.99833°E
代希瑟爾巴赫河（德語：Deichselbach），是德國的河流，位於該國東南部，由巴伐利亞負責管轄，屬於雷格尼茨河的右支流，河道全長11.5公里，發源自布滕海姆。